# رتبه خم بیضوی
در ریاضیات، رتبه خم بیضوی (Rank of an Elliptic Curve)، رتبه موردل-ویل گویایی از یک خم بیضوی چون E است که روی میدان اعداد گویا تعریف می‌شود. این رتبه به چندین مسئله برجسته از نظریه اعداد ارتباط پیدا می‌کند. از مهم‌ترین این مسائل، حدس برچ-سووینرتون-دایر است. تصور رایج بر این است که رتبه ماکسیممی برای خم‌های بیضوی وجود ندارد، و نشان داده شده که خم‌هایی با رتبه‌ای به بزرگی ۲۸ وجود دارند، اما با این وجود عقیده رایج بر این مبنی است که چنین خم‌هایی نادر اند. در حقیقت گلدفلد و سپس کتز-سرنک حدس زدند که از نظر مجانبی، رتبه خم‌های بیضوی باید به‌طور میانگین ۱/۲ باشد. به بیان دیگر، نیمی از خم‌های بیضوی باید دارای رتبه صفر باشند (یعنی بخش نامتناهی گروه موردل-ویل بدیهی است) و نیمه دیگر دارای رتبه ۱؛ بنابراین سایر رتبه‌ها در حدود صفر درصد از موارد را تشکیل می‌دهند.

## ارجاعات
1. ↑  Hartnett, Kevin (31 October 2018). "Without a Proof, Mathematicians Wonder How Much Evidence Is Enough". Quanta Magazine. Retrieved 18 July 2019.
2. ↑  Dujella, Andrej. "History of elliptic curves rank records". Retrieved 3 August 2016.
3. ↑  D. Goldfeld, Conjectures on elliptic curves over quadratic fields, in Number Theory, Carbondale 1979 (Proc. Southern Illinois Conf. , Southern Illinois Univ. , Carbondale, Ill. , 1979), Lecture Notes in Math. 751, Springer-Verlag, New York, 1979, pp. 108–118. MR0564926. Zbl 0417.14031. doi:10.1007/BFb0062705.
4. ↑  N. M. Katz and P. Sarnak, Random Matrices, Frobenius Eigenvalues, and Monodromy, Amer. Math. Soc. Colloq. Publ. 45, Amer. Math. Soc. , 1999. MR1659828. Zbl 0958.11004.